# Jenny Wahlberg
Jenny Carolina Charlotta Wahlberg, född 11 juni 1842 i Stockholm, död 1911 i Stockholm, var en svensk målare.
Hon var dotter till rådmannen Carl Emanuel Wahlberg och Sofia Fredrika Sprinchorn och gift med kommendören i flottan Carl Gustaf Lindmark. Wahlberg medverkade några gånger i Konstakademiens utställningar i Stockholm under 1860-talet och utställningar arrangerade av Norrlands och Dalarnas konstförening. Hennes konst består av figurer, stilleben och landskap. Wahlberg är representerad vid Linköpings museum. 